# Fango (flod)
Fango (korsikansk: Fangu) er en lille kystflod i departementet Haute-Corse, Korsika, Frankrig. Fango-dalen blev udpeget som et biosfærereservat i 1977. Den har flora og fauna, der er repræsentativ for alle regioner på Korsika fra kysten til de højeste bjerge.

## Flodens løb
Fango er 22,72 km lang. Den krydser kommunerne Galéria og Manso. Floden har et afvandingsområde på 235 km2. Det strækker sig fra Galéria til Paglia Orba og fra Col de Marsolino til Col de Palmarella.
Fango har sit udspring i kommunen Manso vest for det 2.335 meter høje Capo Tafonatu. Dens bifloder afvander højderyggen i Monte Cinto-massivet, hvor det højeste punkt er det 2.556 meter høje Punta Minuta. I dens øvre rækker kaldes den Ruisseau de Capu di Vetto. Den løber i nordvestlig retning forbi Monte-Estreino, Barghana, Manso og Tuarelli for at komme ind i Caléria-bugten lige nord for byen Galéria. Fra Barghiana til kysten følger D351-vejen floden.

## Dalen
Flodens munding er biologisk meget rig, med mange fugle, padder og krybdyr. Den nederste dal rummer meget gamle egeskove domineret af steneg (Quercus ilex). Den øvre dal er stejl og stenet med stedsegrøn skov og maquis buskads. Faunaen omfatter korsikansk mouflon, lammegrib og kongeørn. Der er en lille befolkning i dalen, der i 1990 talte 435 mennesker, hovedsagelig beskæftiget med dyrehold og turisme. Fango-dalen blev udpeget som et biosfærereservat i 1977, udvidet og omdøbt i 1990.
I 2020 blev reservatet omdøbt til Falasorma-Dui Sevi Biosfærereservat. Falasorma er det korsikanske sprognavn for Fango-dalen, og Dui-Sevi er regionen, der indgår i reservatets overgangszone.